# Karol Ziemski
Karol Jan Ziemski, ps. „Wachnowski” (ur. 27 maja 1895 w Nasutowie, zm. 17 stycznia 1974 w Londynie) – pułkownik Wojska Polskiego. Uczestnik wojny polsko-bolszewickiej 1920 i wojny obronnej 1939. Od 1940 w konspiracji, oficer Komendy Głównej AK. Zastępca dowódcy Okręgu Warszawskiego AK. Uczestnik powstania warszawskiego, dowódca Grupy „Północ” broniącej Starego Miasta. Zastępca dowódcy Warszawskiego Korpusu Armii Krajowej. Po wojnie na emigracji, działacz organizacji kombatanckich. W 1964 mianowany generałem brygady przez gen. broni Władysława Andersa.

## Życiorys
Karol Jan Ziemski urodził się 27 maja 1895 roku w Nasutowie, w ówczesnej guberni lubelskiej, w rodzinie Józefa i Adeli z domu Płós. Od września 1906 roku uczęszczał do 8-klasowej Prywatnej Szkoły Filologicznej im. Staszica w Lublinie, które ukończył w czerwcu 1914. W maju 1915 roku został wcielony do armii rosyjskiej, a następnie skierowany do szkoły oficerskiej w Kijowie. Po jej zakończeniu w szeregach Pułku Strzelców Syberyjskich, brał udział w walkach na froncie na Ukrainie i w Rumunii. W styczniu 1918 roku przedostał się do Bobrujska, gdzie wstąpił do I Korpusu Polskiego gen. Józefa Dowbora-Muśnickiego.
Po jego rozwiązaniu w czerwcu 1918 powrócił do Polski i rozpoczął studia na Wydziale Inżynierii Lądowej Politechniki Warszawskiej. Jednakże już w listopadzie 1918 roku przerwał je i zgłosił się ochotniczo do odrodzonego Wojska Polskiego. Współorganizował Warszawski batalion Legii Akademickiej (późniejszy 36 pułk piechoty Legii Akademickiej), z którym wyruszył na odsiecz Lwowa. Uczestniczył w wojnie polsko-bolszewickiej, podczas której 3 czerwca 1920, został ranny w bitwie pod Duniłowiczami.

3 maja 1922 roku został zweryfikowany w stopniu kapitana ze starszeństwem z dniem 1 czerwca 1919 roku i 602. lokatą w korpusie oficerów piechoty, a jego oddziałem macierzystym był nadal 36 pułk piechoty Legii Akademickiej. 22 lipca 1922 roku został zatwierdzony na stanowisku pełniącego obowiązki dowódcy batalionu sztabowego 36 pułku piechoty. 31 marca 1924 roku został awansowany na majora ze starszeństwem z dniem 1 lipca 1923 roku i 130. lokatą w korpusie oficerów piechoty. W tym samym roku został przesunięty na stanowisko kwatermistrza pułku, a w następnym na stanowisko dowódcy III baonu. 11 marca 1926 roku został zatwierdzony na stanowisku oficera przysposobienia wojskowego w 36 pp. Od 1927 roku był rejonowym komendantem Wychowania Fizycznego i Przysposobienia Wojskowego przy dowództwie 28 Dywizji Piechoty w Warszawie. Później służył w sztabie Dowództwa Okręgu Korpusu Nr I w Warszawie. W latach 1930–1932 był słuchaczem Kursu Normalnego Wyższej Szkoły Wojennej w Warszawie. Z dniem 1 listopada 1932 roku, po ukończeniu kursu i uzyskaniu dyplomu naukowego oficera dyplomowanego, został przeniesiony do Centrum Wyszkolenia Piechoty w Rembertowie na stanowisko wykładowcy. 28 czerwca 1933 roku ogłoszono jego przeniesienie do 70 pułku piechoty w Pleszewie na stanowisko dowódcy batalionu. 24 stycznia 1934 roku został awansowany na podpułkownika ze starszeństwem z dniem 1 stycznia 1934 roku i 1. lokatą w korpusie oficerów piechoty. W czerwcu tego roku ogłoszono jego powrót do Centrum Wyszkolenia Piechoty na stanowisko wykładowcy. Następnie objął stanowisko dyrektora nauk tegoż centrum. W 1938 został dowódcą 36 pułku piechoty w Warszawie. Obowiązki dowódcy pułku łączył z funkcją członka Zarządu Głównego Towarzystwa Wiedzy Wojskowej.
Na czele 36 pułku piechoty walczył w kampanii wrześniowej. Dowodził m.in. w czasie bitwy pod Brwinowem. Został odznaczony Orderem Virtuti Militari za udział w obronie Modlina, podczas której był ranny.
Po kapitulacji Twierdzy Modlin przebywał w szpitalu w obozie jenieckim Soldau w Działdowie, skąd został zwolniony jako inwalida wojenny. Powrócił do Warszawy, gdzie został zatrudniony w dziale finansowym w magistracie m.st. Warszawy. Jednocześnie zaangażował się w działalność konspiracyjną, sprawując od lutego 1940 roku funkcję dowódcy pionu wojskowego Polskiego Związku Wolności. Pod koniec 1941 roku został usunięty przez Niemców ze swego domu w Rembertowie. W 1942 roku nawiązał kontakt z płk. Antonim Chruścielem, podporządkowując dotychczas podległe sobie oddziały, Armii Krajowej. Został szefem Wydziału Wyszkolenia Piechoty w Oddziale III Komendy Głównej AK. Napisał podziemną „Instrukcję walki powstańczej”. Według informacji Piotra Stachiewicza pełnił również funkcję zastępcy dowódcy Okręgu Warszawskiego AK.
Podczas powstania warszawskiego od 7 sierpnia 1944 był dowódcą „Grupy Północ”, która obejmowała siły powstańcze walczące na Starym Mieście, Żoliborzu, Marymoncie i w Puszczy Kampinoskiej. Pozostał na odciętym od pozostałych dzielnic Starym Mieście do końca walk. Był współorganizatorem próby połączenia się sił powstańczych Starówki z Żoliborzem w nocy z 21 na 22 sierpnia i przebicia się oddziałów ze Starego Miasta do Śródmieścia w nocy z 30 na 31 sierpnia. 5 września „Grupa Północ” została rozwiązana, a płk Ziemski 4 września został wyznaczony zastępcą dowódcy Okręgu płk. Antoniego Chruściela „Monter”, zaś od 20 września zastępcą dowódcy Warszawskiego Korpusu AK.
Rozkazem Naczelnego Wodza z 11/12 sierpnia został awansowany do stopnia pułkownika ze starszeństwem od 1943. Według Piotra Stachiewicza, awans nastąpił 8 sierpnia. 30 września brał udział w rozmowach kapitulacyjnych z Niemcami żoliborskiego zgrupowania AK ppłk. Mieczysława Niedzielskiego „Żywiciela”.
Po upadku powstania przebywał w różnych obozach jenieckich oraz od kwietnia 1945 roku obozie koncentracyjnym Neuengamme (KL). Po wyzwoleniu obozu przez aliantów w maju 1945 roku, został komendantem ośrodków skupiających b. polskich jeńców wojennych, a następnie szefem Polskiej Misji Łącznikowej w brytyjskiej strefie okupacyjnej Niemiec. W czerwcu 1947 roku po demobilizacji zamieszkał w Londynie. Działał w emigracyjnych związkach kombatanckich. Od 1946 roku był współzałożycielem i dwukrotnie prezesem Stowarzyszenia Polskich Kombatantów oraz prezesem Rady Federacji Światowej tej organizacji. Od 1946 roku był też współzałożycielem, a od 1948 roku przewodniczącym Koła AK w brytyjskiej strefie okupacyjnej. 8 września 1950 został powołany przez Prezydenta RP na uchodźstwie Augusta Zaleskiego na stanowisko sędziego Sądu Obywatelskiego w Londynie. Od 1963 roku był członkiem Rady Narodowej RP na Uchodźstwie. Od 1966 roku był przewodniczącym Komisji Krzyża Armii Krajowej.
Naczelny Wódz, gen. broni Władysław Anders mianował go generałem brygady ze starszeństwem z 1 stycznia 1964 roku w korpusie generałów.
Zmarł 17 stycznia 1974 w Londynie. Został pochowany na Cmentarzu Gunnersbury.

## Ordery i odznaczenia
- Krzyż Złoty Orderu Wojskowego Virtuti Militari nr 58 (Armia Krajowa)
- Krzyż Komandorski Orderu Odrodzenia Polski (10 grudnia 1973)[21]
- Krzyż Srebrny Orderu Wojskowego Virtuti Militari nr 3632 (1921)[22]
- Krzyż Kawalerski Orderu Odrodzenia Polski (11 listopada 1937)[23]
- Krzyż Walecznych (dwukrotnie, „za czyny męstwa i odwagi wykazane w bojach toczonych w latach 1918–1921”)[24]
- Krzyż Walecznych (po raz trzeci 28 września 1944 „za czyny męstwa i odwagi wykazane w wojnie rozpoczętej 1 września 1939 roku”)
- Złoty Krzyż Zasługi z Mieczami[20]
- Srebrny Krzyż Zasługi (4 marca 1925)[25][26]
- Medal Pamiątkowy za Wojnę 1918–1921
- Medal Dziesięciolecia Odzyskanej Niepodległości
- Medal Zwycięstwa („Médaille Interalliée”)[26]

W okresie wojny, według historyka Piotra Stachiewicza, odwołującego się do publikacji „W 50-lecie powstania Wyższej Szkoły Wojennej w Warszawie, Londyn 1969”, ppłk. Ziemski został odznaczony 29 września 1939, Złotym Krzyżem Orderu Wojennego Virtuti Militari. Informacja ta, została powtórzona w „Słowniku biograficznym konspiracji warszawskiej”. Na stronie Muzeum Powstania Warszawskiego, w biogramie encyklopedycznym wymieniany jest rok 1939, natomiast według tego samego źródła w biogramach powstańczych, podana jest data 29 września 1944.
Według Piotra Stachiewicza 18 sierpnia 1944 płk. Ziemski został odznaczony ponownie Krzyżem Złotym Orderu Wojennego Virtuti Militari. Według informacji Andrzeja Krzysztofa Kunerta zawartej w „Słowniku biograficznym konspiracji warszawskiej” płk. Ziemski był odznaczony 28 sierpnia 1944, Krzyżem Kawalerskim Orderu Wojennego Virtuti Militari. Otrzymanie Krzyża Kawalerskiego oraz datę nadania potwierdza biogram na stronie Muzeum Powstania Warszawskiego. Natomiast Wielka Ilustrowana Encyklopedia Powstania Warszawskiego podaje iż płk. Ziemski 27 sierpnia 1944 został odznaczony Złotym Krzyżem Orderu Wojennego Virtuti Militari rozkazem Naczelnego Wodza nr 795 „za męstwo wykazane w walkach o Warszawę, w szczególności bohaterską obronę Starego Miasta”. Rozkaz ten został powtórzony w rozkazie Dowódcy AK nr 527 z 28 sierpnia 1944. Numer Krzyża 00058.